# Edmund Patzke
Edmund Patzke (Niklasdorf, 7 maart 1844 – Luxemburg, 20 november 1903) was een Oostenrijks componist, dirigent, violist en klarinettist.

## Levensloop
Patzke was al in jonge jaren violist en klarinettist. In 1859 werd hij lid van de Militaire muziekkapel van het Infanterie-Regiment nr. 14 te Linz, waar hij tot muziek-sergeant-majoor bevorderd werd. In 1875 werd hij tot kapelmeester benoemd en bleef voor drie jaar in deze functie. In 1878 wisselde hij als dirigent naar de Militaire muziekkapel van het Infanterie-Regiment nr. 40 te Krakau. In 1889 werd hij tot kapelmeester van de Militaire muziekkapel van het Infanterie-Regiment nr. 12 in Komárno benoemd. Dit regiment vertrok later naar Wenen. Vervolgens werd hij dirigent van de Militaire muziekkapel van het Infanterie-Regiment nr. 100 te Krakau en later in Teschen, nu gedeeld in Český Těšín (Tsjechië) en Cieszyn (Polen). In 1896 werd hij voor korte tijd opvolger van Karel Komzák (zoon) als dirigent van de befaamde Militaire muziekkapel van het Infanterie-Regiment nr. 84 in Wenen.
In hetzelfde jaar werd hij uitgenodigd de militaire muziek in het Groothertogdom Luxemburg te organiseren. In deze functie werd hij in 1899 tot hofkapelmeester bevorderd.
Als componist schreef hij een aantal marsen en dansen voor harmonieorkest, waarvan de mars Salut à Luxembourg vooral in Oostenrijk nog tot het huidige repertoire telt. De manuscripten van zijn werken liggen in het archief van de Luxemburgse militaire muziek.

## Composities

### Werken voor harmonieorkest
- ca. 1896 Salut à Luxembourg
- Auersperg-Marsch
- Der Kaiser kommt
- Fröhliche Jagd
- Grand Duché Adolphe-Marsch
- Mit Herz und Hand fürs Vaterland, mars
- Thun-Hohenstein-Marsch
- Trautenauer Reiter-Marsch
- Vivent les Ardennes, mars
- Wie geht es dir?

### Missen en andere kerkmuziek
- Mis in F majeur, voor 4 vocale stemmen, orkest en orgel